# ヴラディーミル・アトラントフ
ヴラディーミル・アンドレイェヴィチ・アトラントフ（ロシア語: Владимир Андреевич Атлантов; ラテン文字表記例：Vladimir Andreyevich Atlantov, 1939年2月19日 - ）は、旧ソ連出身のテノール歌手。

## 経歴
レニングラードに、バス歌手アンドレイ・アトラントフとソプラノ歌手の母マリアの息子として生まれる。6歳のころからグリンカ記念合唱学校の団員として教育を受け、1957年にレニングラード音楽院に進学してナタリア・ボロティナのクラスで学んだ。1962年には全ソ連グリンカ歌唱大会で２位入賞し、翌年からマリインスキー劇場の所属歌手となった。
所属時の1963年から1965年まではミラノに行き、ジェンナーロ・バーラの下でベル・カント唱法の指導を受け、1966年のチャイコフスキー国際コンクールの声楽男声部門で優勝を飾った。1967年にはソフィア国際オペラ歌手コンクールで優勝、モントリオール国際声楽コンクールで4位入賞をそれぞれ果たしてボリショイ劇場に移り、1988年まで同劇場の専属歌手として活躍した。